# São João da Boa Vista (gemeente)
São João da Boa Vista is een gemeente in de Braziliaanse staat São Paulo. Het telde in 2004 81.614 inwoners en was 517,49 km² groot. De plaats ligt op 767 m hoogte.
São João da Boa Vista werd gesticht in 1859. In het midden van de 19e eeuw rustte een groep mijnwerkers uit bij de Jaguari Mirim- rivier, in de staat São Paulo en kwam er onder de indruk van het grootse uitzicht. Die dag, 24 juni 1859, de feestdag van de H. Johannes de Doper, begonnen de mijnwerkers met de bouw van de stad en noemden de plaats naar de heilige en naar het grootse uitzicht, São João da Boa Vista. 14 jaar later werd de stad een districtsplaats en in 1885 werd het een gerechtelijk districthoofdplaats. In 1960 werd het de zetel van een rooms-katholiek bisdom.

## Geboren
- Badi Assad (1966), singer-songwriter en gitariste